# Sylwestr Hawryszkewycz

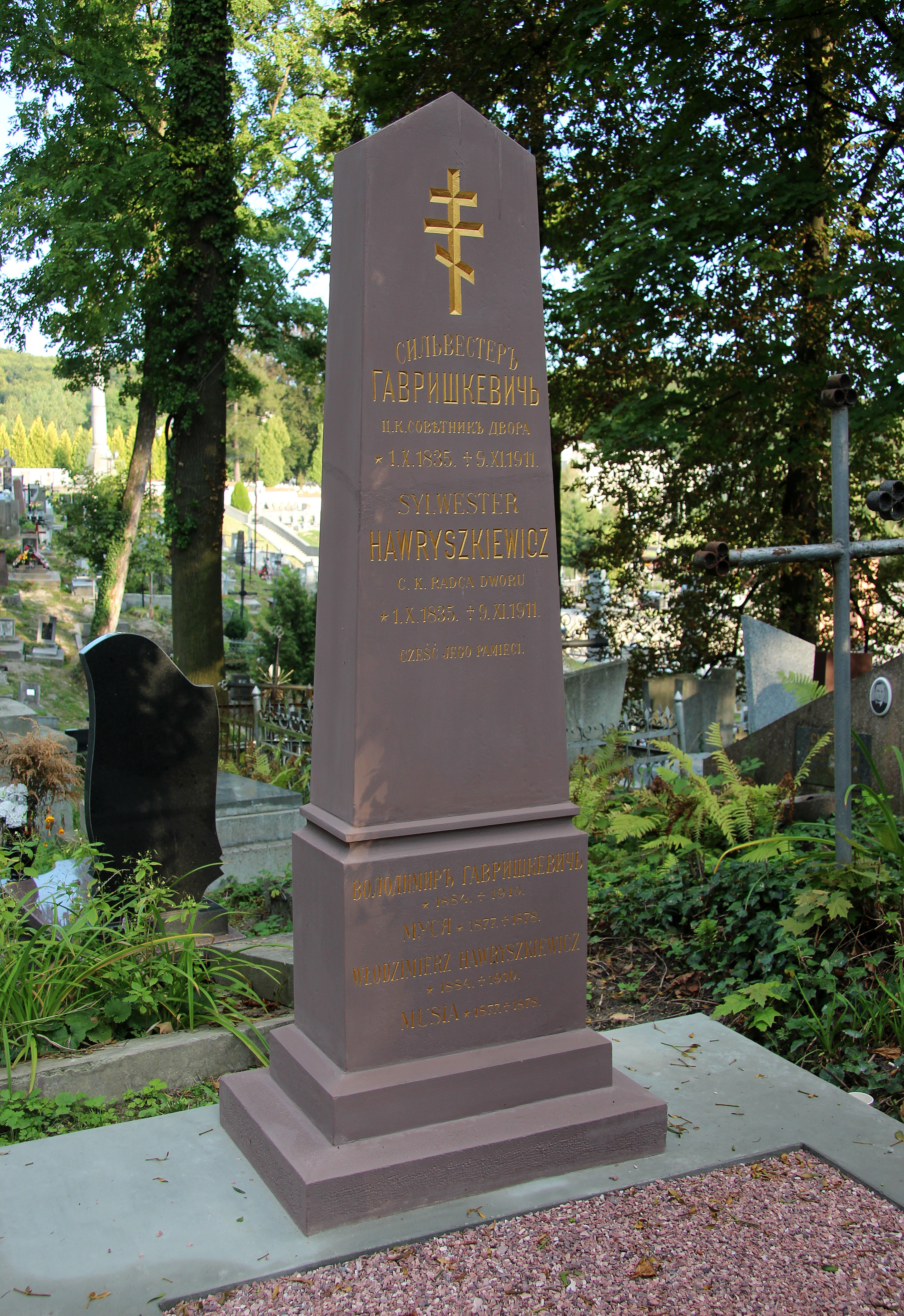

Sylwestr Hawryszkewycz, Sylwester Hawryszkiewicz (ukr. Сильве́стр Гавришке́вич; ur. 1833 lub 1834, zm. 10 listopada 1911 we Lwowie) – ukraiński architekt.
Od 1855 do 1860 studiował w Lwowskiej Akademii Inżynierskiej, od 1863 pracował w departamencie budowlanym galicyjskiego urzędu namiestnikowskiego. Od 1874 był zatrudniony w charakterze inżyniera, w 1878 został członkiem Polskiego Towarzystwa Politechnicznego we Lwowie. Od 1892 był radcą budowlanym w urzędzie namiestnictwie, nadzorował realizacje budów zaprojektowanych przez innych architektów m.in. nowy budynek namiestnictwa projektu Feliksa Księżarskiego, Narodnyj Dim we Lwowie projektu Wilhelma Schmidta. Od 1886 pracował przy odbudowie zniszczonego pożarem miasta Stryj, równolegle zaprojektował i nadzorował budowę greckokatolickiego seminarium duchownego.
W uznaniu zasług w 1889 uhonorowano go papieskim Orderem Św. Sylwestra. W 1898 został odznaczony austriackim Orderem Żelaznej Korony III klasy, w 1902 awansował na starszego radcę, a sześć lat później przeszedł w stan spoczynku. Otrzymał wówczas tytuł radcy dworu (hofrata).

## Dorobek zawodowy
- Narodnyj Dim we Lwowie przy ulicy Teatralnej 22 (Tadeusza Rutowskiego) (1851–1864), realizacja projektu Wilhelma Schmidta;
- Budowa budynku Namiestnictwa Galicyjskiego przy ulicy Wołodymira Winniczenki 18 (Stefana Czarnieckiego) (1877–1880), realizacja projektu Feliksa Księżarskiego;
- Renowacja dzwonnicy cerkwi św. Ducha we Lwowie (1862);
- Przebudowa kamienicy przy ulicy Ruskiej 5 we Lwowie (1872);
- Cerkiew Archanioła Michała w Butyniu (1879);
- Restauracja wieży Korniakta w zespole Cerkwi Wołoskiej we Lwowie (1880);
- Greckokatolicka cerkiew Narodzenia Bogurodzicy w Kamionce Bużańskiej (1879–1882) (prawdopodobnie pierwotny projekt cerkwi był autorstwa G.Harasymowycza, a następnie został zmieniony i zrealizowany przez Sylwestra Hawryszkewycza);
- Cerkiew Położenia Pasa Przenajświętszej Bogurodzicy w Bobroidach koło Kamionki Lasowej[1] (1880–1882);
- Cerkiew unicka Narodzenia Przenajświętszej Bogurodzicy w Kamionce Lasowej (1882);
- Projekt cerkwi Niepokalanego Poczęcia Bogarodzicy i klasztoru Bazylianów przy ulicy Iwana Franki 56 (Mikołaja Zyblikiewicza) we Lwowie (1881–1884);
- Restauracja pałacu metropolity przy soborze św. Jura przy ulicy św. Jura 5 we Lwowie (1885);
- Gmach gimnazjum nr. 4 im. Jana Długosza przy ulicy Profesorskiej 1 (Józefa Nikorowicza) we Lwowie (1889);
- Gmach seminarium greckokatolickiego przy ulicy Mikołaja Kopernika 36 i Petra Doroszenki 41 (Sykstuska, Obrońców Lwowa), realizacja przez spółkę Ludwika Baldwina-Ramułta i Juliana Cybulskiego, (1890);
- Projekt i kierownictwo budowy cerkwi Przemienienia Pańskiego przy ulicy Krakowskiej 21 (1875–1898), w budowlę wkomponowano ruiny klasztoru Trynitarzy według projektu Leonarda Marconiego;
- Cerkiew Zaśnięcia Przenajświętszej Bogurodzicy (Uspieńska) w Kulikowie (1900–1901), realizacja projektu Mychajła Hołejki;
- Odbudowa cerkwi św. Mikołaja w Sokalu;
- Odbudowa cerkwi Piotra i Pawła w Przemyślu;
- Gmach poczty głównej przy ulicy Juliusza Słowackiego 1, zmodyfikowany projekt wiedeńskiego architekta Friedricha Setza, realizacja przez spółkę Ludwika Baldwina-Ramułta i Juliana Cybulskiego (1887–1889).